# Войскун, Леся
Ле́ся Войску́н — израильский искусствовед, куратор, музейный работник; исследовательница русского авангарда. Куратор Музея русского искусства имени Цетлиных в Рамат-Гане (Израиль).

## Биография
Леся Войскун занималась исследованием и атрибуцией произведений коллекции русского искусства Марии и Михаила Цетлиных, подаренной Израилю в 1959 г. Воссоздала распылённую среди родственников коллекцию Якова Перемена, большую часть которой составляли картины членов «Общества независимых художников» (около 150 произведений). Коллекция была вывезена Переменом в 1919 году из Одессы в Тель-Авив на корабле «Руслан». Импульсом идеи стало упоминание о Я. Перемене и его коолекции в аннотации к фотографии «Руслана» в книге «100 лет израильской культуры» (иврит).
В 2006 году Леся Войскун выступила куратором первой выставки коллекции Перемена в Музее русского искусства имени Цетлиных и дала ей название, вошедшее в научный и светский оборот по отношению к членам «Общества независимых художников» — «Одесские парижане». Название было связано с большим влиянием на художников этой группы живописи Матисса, Ван Гога, Сезанна и Гогена — вплоть до копирования техники французских художников. К этой выставке Войскун составила первый и наиболее полный на тот момент каталог-резоне коллекции. Основной трудностью в атрибуции многих картин была невозможность их сравнения с чем бы то ни было.
Кроме Леси Войскун, «Обществом независимых художников» занимаются одесские исследователи — Ольга Барковская, Алена Яворская, Сергей Лущик, Виталий Абрамов, Татьяна Щурова, восстанавливающие историю южнорусского литературно-художественного модернизма, прерванного в советское время.
Леся Войскун — куратор Музея русского искусства имени Цетлиных в Рамат-Гане (Израиль).

## Куратор выставок
- 1998 — Paradise Lost. Meir Axelrod. The Series «In the Steppes» (1930—1931).
- 2000 — Alexandra Pregel. Lonely Soul. Paintings 1930—1960. Paris — New-York.
- 2006 — «Одесские парижане»[2].
- 2007 — За железным занавесом. Меир Аксельрод. Театральные эскизы 1932—1945.
- 2008 — Хореограф Вера Шабшай. Забытая «амазонка авангарда».
- 2009 — О стульях, столах и других существах. Шпалеры и фотографии Саши Стояновой.
- 2013 — Театральная премьера архитектора Эль-Ханани. Работы 1920-х гг. (Opening Curtain for the Architect Arieh El-Hanani. Works for the Theater from the 1920s).